# Skaliste
Skaliste (726 m) – przełęcz w Grupie Kocierza w Beskidzie Małym. Znajduje się w głównym grzbiecie Beskidu Małego, między szczytami Kiczory (746 m) oraz Potrójnej (883 m). Północne stoki opadają do doliny Targaniczanki w Targanicach, południowe do doliny Kocierzanki w Kocierzu Rychwałdzkim.
Przez przełęcz biegnie granica między wsiami Kocierz Rychwałdzki w województwie śląskim (stok południowy) i Targanice w województwie małopolskim (stok północny) oraz szlak turystyczny. Rejon przełęczy porasta las, ale nieco powyżej przełęczy, na południowo-zachodnich stokach Kiczory jest przy szlaku turystycznym zarastająca polana Zaprzelina. Rozciąga się z niej widok na dolinę Kocierzanki, Sołówkę i Pasmo Łysiny. Do polany tej dochodzi droga leśna z osiedla Basie w Kocierzu Rychwałdzkim.
Szlaki turystyczne
 Mały Szlak Beskidzki na odcinku: Przełęcz Kocierska – Roczenka – Kiczora – przełęcz Skaliste – Potrójna – Łamana Skała – Leskowiec – Schronisko PTTK Leskowiec.